# Epix
Epix, poi Urania Epix, è stata una collana editoriale dedicata alla narrativa fantastica (fantasy, horror e del soprannaturale in genere) pubblicata in Italia da Arnoldo Mondadori Editore, come complemento alla collana fantascientifica Urania. Venne pubblicata per esattamente un anno fra giugno 2009 e giugno 2010, per un totale di 15 volumi.

## Storia editoriale
A cavallo fra gli anni Settanta e Ottanta il mercato editoriale italiano sviluppò un forte interesse per la letteratura fantastica, pertanto nel 1988 Arnoldo Mondadori Editore decise di affiancare a Urania, la sua storica collana di romanzi fantascientifici distribuiti in edicola, un periodico "gemello" dedicato alla narrativa di magia, Urania Fantasy. Tale collana operò fino al 1995 e nei suoi sette anni di attività pubblicò in Italia sia romanzi sia antologie di racconti, tutte traduzioni di opere anglofone contemporanee; venne poi rilanciata con il nuovo nome di Fantasy Urania fra 2001 e 2008 e propose con una cadenza fortemente irregolare sia traduzioni dall'inglese sia testi di autori italiani già affermati (in primis Mariangela Cerrino); dal 1991 al 1994 operò accanto a Urania Fantasy pure un periodico di narrativa dell'orrore intitolato Horror Mondadori, inizialmente collana autonoma focalizzata sui romanzi e poi supplemento antologico di Urania, anch'esso rilanciato sempre nel 2008 con il nome di Urania Horror.
A cavallo fra l'inverno 2008 e la primavera 2009, la direzione di Mondadori scelse di fondere assieme Fantasy Urania e Urania Horror in una pubblicazione più duttile che potesse accogliere anche opere slipstream, new weird e di altri sottogeneri più specifici – un approccio "ibrido" singolarmente affine a quello della più antica collana Arcano di Editrice Nord (1971-1972). Un comunicato stampa del 26 maggio 2009 annunciò quindi il lancio di Epix, diretta da Sergio Altieri con la consulenza di Giuseppe Lippi, e la nuova collana esordì con due uscite doppie: sia a giugno sia luglio vennero messe in commercio congiuntamente un'opera americana e una italiana, delle quali l'una inedita e l'altra una ristampa tratta dal catalogo degli Omnibus Mondadori; a partire da agosto iniziò la normale pubblicazione mensile, che alternò con una certa regolarità romanzi completi, raccolte monografiche e antologie miscellanee; alcune uscite vennero inoltre corredate in appendice da racconti di autori italiani, entro una rubrica intitolata "I racconti di Epix". È degno di nota che i due romanzieri e fumettisti Samuel Marolla e Adriano Barone, allora poco più che trentenni, esordirono come prosatori proprio in Epix. 
Il 5 luglio 2010 Sergio Altieri annunciò la chiusura della collana e il 9 luglio Giuseppe Lippi esplicitò che Epix non aveva raggiunto un congruo volume di vendite e che le nuove uscite già programmate sarebbero state trasferite entro altre linee della "famiglia" Urania: nello specifico la dilogia di Michael Swanwick I draghi del ferro e del fuoco e l'ultimo romanzo della trilogia di Anharra di J.P. Rylan apparvero effettivamente in Urania Millemondi a cavallo fra 2011 e 2012, mentre non si materializzò mai un secondo tomo della raccolta I miti di Lovecraft. A seguito di questa svolta Mondadori rinunciò a una collana per edicole di genere fantasy, mentre Urania Horror venne riattivata come supplemento semestrale a Urania (dall'inizio del 2013 fino alla chiusura definitiva nell'estate 2017).
Epix fu rilegata in brossura e presentava inizialmente illustrazioni di copertina a tutta pagina con il logo "Epix" stampato in bianco nell'intestazione argentata (un impianto simile a quello utilizzato da Fantasy Urania fra 2006 e 2008), ma col numero 10 di gennaio 2010 adottò la titolatura "Urania Epix" (con "Epix" relegato a un occhiello) e una grafica analoga a quella di Urania (nonché a quella di Fantasy Urania in uso fra 2001 e 2005), con copertina argentata e un'illustrazione racchiusa in un tondo. Tutti i volumi furono rilegati in brossura con foliazione tascabile di 105 mm x 175 mm.

## Elenco delle pubblicazioni
| Numero | Autore                      | Titolo                                 | Note | Anno           |
| ------ | --------------------------- | -------------------------------------- | --- | -------------- |
| 1      | Terry Brooks                | I figli di Armageddon                  | Primo romanzo della trilogia della Genesi di Shannara | Giugno 2009    |
| 2      | Valerio Evangelisti         | Acque oscure                           | Raccolta allestita da Sergio Altieri, comprende nove racconti e il romanzo breve inedito Gocce nere.                                                                                                   | Giugno 2009    |
| 3      | David Wellington            | Monster Nation                         | Secondo romanzo della Trilogia dell'Apocalisse Zombi. | Luglio 2009    |
| 4      | J.P. Rylan                  | Anharra 1 - Il trono della follia      | Primo romanzo della trilogia di Anharra. | Luglio 2009    |
| 5      | Danilo Arona (curatore)     | Bad Prisma                             | Raccolta completa della saga di Hassilhem, consiste di ventuno racconti composti di concerto da diciotto autori.                                                                                       | Agosto 2009    |
| 6      | David Wellington            | Monster Planet                         | Terzo romanzo della Trilogia dell'Apocalisse Zombi. Include in appendice un racconto di Simone Tordi.                                                                                                  | Settembre 2009 |
| 7      | Robert E. Howard            | Bran Mak Morn                          | Raccolta completa del ciclo di Bran Mak Morn allestita postuma da Rusty Burke e Patrice Louinet; comprende sette racconti e una poesia.                                                                | Ottobre 2009   |
| 8      | Samuel Marolla              | Malarazza                              | Raccolta di tredici racconti allestita dall'autore. | Novembre 2009  |
| 9      | Claudia Salvatori           | Abel                                   | Include in appendice un racconto di Cristiana Astori. | Dicembre 2009  |
| 10     | J.P. Rylan                  | Anharra 2 - Il santuario delle tenebre | Secondo romanzo della trilogia di Anharra. | Gennaio 2010   |
| 11     | Danilo Arona                | Bad Visions                            | Omnibus di due romanzi interconnessi: - La stazione del dio del suono - Blue Siren | Febbraio 2010  |
| 12     | Robert M. Price (curatore)  | I miti di Lovecraft                    | Traduzione parziale dell'antologia Tales of the Lovecraft Mythos, comprende tredici racconti del Ciclo di Cthulhu composti da undici scrittori. Include in appendice un racconto di Marzio Biancolino. | Marzo 2010     |
| 13     | Brian M. Thomsen (curatore) | Il ritorno di Beowulf                  | Antologia comprendente una traduzione in prosa del poema epico anglosassone Beowulf e quattro racconti moderni che ne riprendono il protagonista.                                                      | Aprile 2010    |
| 14     | Adriano Barone              | Carni (e)strane(e)                     | Raccolta di venticinque racconti allestita dall'autore. | Maggio 2010    |
| 15     | Nicholas Pekearo            | Lupo nelle tenebre                     | Include in appendice un racconto di Umberto Bertani. | Giugno 2010    |